# Lajos Dunai
Lajos Dunai (29. listopadu 1942 Budapešť – 18. prosince 2000 Budapešť) byl maďarský fotbalista, obránce.

## Fotbalová kariéra
S olympijskou reprezentací Maďarska získal zlaté medaile na Letních olympijských hrách 1968 v Mexiku, nastoupil ve 4 utkáních. Za reprezentaci Maďarska nastoupil v roce 1966 ve 2 utkáních. V maďarské lize hrál za MTK Budapešť. Za 11 sezón nastoupil ve 236 ligových utkáních a dal 20 gólů. V roce 1968 získal s MTK Budapešť Maďarský fotbalový pohár. V Poháru vítězů pohárů nastoupil ve 2 utkáních.

## Ligová bilance
| Ročník                   | Zápasy | Góly | Klub         |
| ------------------------ | ------ | ---- | ------------ |
| 1. maďarská liga 1965    | 26     | 0    | MTK Budapešť |
| 1. maďarská liga 1966    | 24     | 2    | MTK Budapešť |
| 1. maďarská liga 1967    | 29     | 1    | MTK Budapešť |
| 1. maďarská liga 1968    | 30     | 2    | MTK Budapešť |
| 1. maďarská liga 1969    | 26     | 4    | MTK Budapešť |
| 1. maďarská liga 1970    | 12     | 2    | MTK Budapešť |
| 1. maďarská liga 1970/71 | 15     | 5    | MTK Budapešť |
| 1. maďarská liga 1971/72 | 13     | 4    | MTK Budapešť |
| 1. maďarská liga 1972/73 | 30     | 0    | MTK Budapešť |
| 1. maďarská liga 1973/74 | 27     | 0    | MTK Budapešť |
| 1. maďarská liga 1974/75 | 4      | 0    | MTK Budapešť |
| CELKEM 1. liga           | 236    | 20   |              |